# Užanský národní park
Užanský národní park (ukrajinsky Ужанський національний природний парк) je chráněná oblast na Ukrajině. Nachází se v okrese Užhorod v Zakarpatské oblasti na hranicích s Polskem a Slovenskem. Národní park byl vytvořen 5. srpna 1999 a má rozlohu 39 159 ha. Od roku 2007 je součástí lokality světového dědictví Původní bukové lesy Karpat a dalších oblastí Evropy. Je také součástí Biosférické rezervace Východní Karpaty. Park byl vytvořen na ochranu nedotčených bukových lesů Karpat.
Na slovenské straně navazuje Národní park Poloniny a na polské Bieszczadský národní park.

## Dějiny
V roce 1908, kdy Podkarpatská Rus patřila Rakousku-Uhersku, byla na ochranu krajiny bukového lesa vyhlášena přírodní rezervace v horním údolí řeky Stužyčanka. Rozloha rezervace byla 332 ha. Zároveň byla vytvořena lesní rezervace o rozloze 15 ha na toku v údolí řeky Uh. V letech 1919 až 1939 patřila Podkarpatská Rus Československu a obě rezervace byly značně rozšířeny. Další rezervace byla vytvořena na hoře Javirnyk. Po druhé světové válce byla oblast zcela opomíjena a byla zde zahájena masivní těžba dřeva. V roce 1974, kdy celá oblast byla součástí Ukrajinské sovětské socialistické republiky, která byla součástí Sovětského svazu, byla založena Lesní krajinná rezervace Stužica. Rozloha rezervace byla 2542 ha. V roce 1995 byla rezervace povýšena na regionální krajinný park a v roce 1999 na národní přírodní park.

## Geografie
Park se nachází v údolích řeky Uh a jejích přítoků na západních svazích Karpat, ve východních Beskydech. Nejvyšším místem parku je hora Kinčyk Bukovskij (1251 m n. m.). Užanský národní park obsahuje čtyři výškové zóny, včetně bukového lesa, olšového lesa a nad 1100 m alpinské louky. Podnebí je mírné, s ročními srážkami kolem 900 mm a teploty v zimě pod nulou, takže hory jsou pokryty sněhem.

## Ekosystém
V národním parku roste více než 1 500 druhů rostlin; asi 22 druhů cévnatých rostlin je endemických a 52 druhů, včetně 23 druhů orchidejí, je chráněno na národní úrovni.
Mezi velké savce patří jelen evropský, srnec obecný, prase divoké, liška obecná a jezevec. Vyskytuje se zde 114 druhů ptáků.

## Cestovní ruch a infrastruktura
Tato oblast je tradičně osídlena Lemky a měla silný vliv na jejich kulturu. V parku se zachovalo šest dřevěných kostelů postavených v 17. – 18. století.
V parku je vyznačeno 17 stezek.